# Monte Melkonian
Monte Melkonian (tiếng Armenia: Մոնթէ Մելքոնեան; cải cách: Մոնթե Մելքոնյան; 25 tháng 11 năm 1957 – 12 tháng 6 năm 1993), là một người anh hùng dân tộc cánh tả, nhà cách mạng nổi tiếng người Armenia trong lịch sử. Ông từng là một trong những thủ lĩnh lực lượng Quân đội bí mật giải phóng Armenia (ASALA) những năm 1980 và trở thành biểu tượng anh hùng ca của cả Nagorno-Karabakh lẫn Armenia trong những năm cuối đời.
Là một người Mỹ gốc Armenia, ông rời quê hương để tới Iran năm 1978, và tham gia vào cuộc Cách mạng Hồi giáo năm 1979 lật đổ Shah. Sau đó, ông sang Liban vào thời kỳ cao điểm của nội chiến nước này và nhập hội với một đảng phái người Armenia ở Bourj Hammoud, sau này được biết tới là ASALA. Ông đã cùng các chiến hữu người Armenia tấn công vào công sứ Thổ Nhĩ Kỳ ở Paris năm 1981, tạo nên tiếng vang sau này trong lịch sử với khát vọng độc lập dân tộc Armenia. Do đó, ông bị cảnh sát Pháp bắt giam cho tới khi được trả tự do năm 1989.
Khi ông làm chỉ huy quân đội Nagorno-Karabakh với 4.000 người, ông không hề có kinh nghiệm chỉ huy quân sự nào và ông chỉ tham chiến với tư cách chỉ huy du kích ở Liban những năm 1970 tới 1980, đặc biệt là khi chống lại Lực lượng Phòng vệ Israel.
Ông có khá nhiều biệt danh nhưng có lẽ nổi bật nhất là Avo, khi ông chỉ huy chiến trận ở Karabakh, và đó cũng là lúc cuối cùng ông còn tiếp tục chiến đấu. Năm 1993, ông bị lính bắn tỉa Azerbaijan giết chết khi đang ở Merzili cùng năm người khác. Ông được an táng tại Yerablur và được công nhận là anh hùng dân tộc Armenia năm 1996.
Trong cuộc đời, ông là nhân vật gây được chú ý với cái nhìn chân thật, toàn diện, giàu lòng tình cảm cũng như yêu thương gia đình. Ông cũng đã có một khoảng thời gian đặc biệt ở Việt Nam khi ông tới Việt Nam Cộng hòa vài tháng trước khi kết thúc chiến tranh Việt Nam.

## Thuở trẻ
Ông sinh ra vào 25 tháng 11 năm 1957 tại bệnh viện Visalia trong một gia đình gốc Armenia có bố là Charles (1918-2002) và mẹ là Zabel Melkonian (1920-2012). Ông là con thứ ba trong gia đình bốn con. Charles Melkonian vốn là nhân viên công chức nhỏ và Zabel là một giáo viên tiểu học. Theo những nguồn thu thập được, Monte tham gia vào một hội hướng đạo sinh dành cho nam và là một người giữ chốt bóng chày. Bản thân gia đình Melkonian không bao giờ nhắc nhiều về nguồn gốc Armenia của họ mà chỉ nhắc rằng nó đến từ một nước "rất xa xưa". Monte cũng chỉ bắt đầu có hứng tìm hiểu cội nguồn khi lên 11 tuổi, khi cả gia đình đi châu Âu năm 1969.
Trong khi đang học tiếng Tây Ban Nha ở lớp, giáo viên đã hỏi Monte về cội nguồn của cậu, song đã khá thất vọng khi cậu chỉ nói rằng cậu tới từ California. Thay vào đó, cô liền nhấn mạnh câu hỏi vào "tổ tiên" của Monte. Theo anh trai Monte là Markar, thì "cô giáo đã cho một cái nhìn không còn mang tính người dân Hoa Kỳ. Cô ấy không xem hai chúng tôi là người Mỹ như trước đây". Theo Markar, thì Monte đã liên tục lặp lại [câu hỏi của cô Blanca] rằng "Con đến từ đâu?".
Cũng vào hè năm ấy, cả gia đình tới thị trấn Merzifon ở Thổ Nhĩ Kỳ, nơi ông bà Monte xuất thân. Thị trấn lúc đấy có tới gần 25.000 người nhưng gần như hơn 17.000 người gốc Armenia trước đây đã gần như bị xóa sổ hoàn toàn do Cuộc diệt chủng người Armenia năm 1915 gây ra. Họ đã tìm thấy được một gia đình người Armenia năm đó, nhưng khi đó cậu mới biết được là gia đình đó, để được toàn mạng, đã làm chỉ điểm cho người Thổ diệt chủng người Armenia. Sau này, Monte nói với vợ rằng ông "đã không còn như trước sau chuyến đi đó. Ông đã tìm thấy cái gì đó đã mất...".

### Giáo dục
Khi về California, ông thay vì tốt nghiệp sớm mà Hiệu trưởng đã gợi ý, đã lựa chọn con đường theo ý cha là du học sang các nước châu Á. Ở tuổi 15, ông tới Nhật Bản và trở thành người Armenia đầu tiên có gắn bó với đất nước Mặt trời mọc. Ông học kendo, kiếm đạo Nhật Bản, truyền thống samurai, tiếng Nhật và học cách sống ở Nhật Bản, và nó khiến ông có sự tự lập cao hơn, và tự tay ông đã tới các quốc gia Đông Nam Á khác, trong đó có Việt Nam, vài tháng trước khi miền Bắc xâm chiếm miền Nam.
Theo như những bạn học của ông ở Nhật Bản thuật lại, thì một bạn học nữ cùng lớp, vốn có tình cảm yêu đương với Monte, đã hỏi Monte về khát vọng tương lai của cậu. Monte đã tỏ ra khập khững, song Monte đã nói rằng cậu muốn làm gì đó đặc biệt trong tương lai. Điều đó sau này đã được cụ thể hóa bằng cuộc chiến của ông về sau này.
Trên đường về Hoa Kỳ, ông vào Đại học California tại Berkeley với bằng Nhiếp chính và chuyên sâu vào lịch sử Á lục và khảo cổ. Năm 1978, ông đã giúp giới thiệu tổ chức một triển lãm về văn hóa và di tích Armenia tại thư viện trường, nhưng những tài liệu liên quan tới Thảm sát Armenia 1915-23 đã bị yêu cầu gỡ bỏ bởi công sứ Thổ Nhĩ Kỳ ở San Francisco, nhưng sau các cuộc biểu tình phản đối, thì thư viện Đại học lại đồng ý cho giới thiệu lại nó. Ông tốt nghiệp sau ba năm và được chấp nhận vào học khảo cổ tại Đại học Oxford ở Anh, nhưng thay vì ông đi theo nó, ông lại chọn bỏ dở giấc mơ khảo cổ để tìm kiếm con đường tìm lại cội nguồn độc lập dân tộc của người Armenia.

## Phần thưởng
Nguồn:
| Country          | Award                                           | Award                                         | Date                      |
| ---------------- | ----------------------------------------------- | --------------------------------------------- | ------------------------- |
| Nagorno-Karabakh | Tập tin:Орден Боевой крест I степени.jpg        | Order of the Combat Cross of the First Degree | ngày 23 tháng 11 năm 1993 |
| Armenia          |                                                 | National Hero of Armenia                      | ngày 20 tháng 9 năm 1996  |
| Nagorno-Karabakh | Tập tin:Ոսկե արծիվ - Gold eagle order (NKR).jpg | Hero of Artsakh                               | ngày 21 tháng 9 năm 1999  |

## Tiểu sử
- de Waal, Thomas (2003). Black Garden: Armenia and Azerbaijan Through Peace and War. New York: New York University Press.
- de Waal, Thomas (2013). Black Garden: Armenia and Azerbaijan Through Peace and War . NYU Press.
- Melkonian, Markar (2005). My Brother's Road, An American's Fateful Journey to Armenia. New York: I.B. Tauris.
- Melkonian, Monte (1990). The Right to Struggle: Selected Writings of Monte Melkonian on the Armenian National Question. San Francisco: Sardarabad Collective
- Krikorian, Michael (2007). ""Excuse me, how do I get to the front?" The Brothers Monte and Markar Melkonian (Los Angeles)". Trong von Voss, Huberta (biên tập). Portraits of Hope: Armenians in the Contemporary World. Berghahn Books. tr. 237–242. ISBN 978-1-84545-257-5.
- Vorbach, Joseph E. (1994). "Monte Melkonian: Armenian revolutionary leader". Terrorism and Political Violence. Quyển 6 số 2. tr. 178–195. doi:10.1080/09546559408427253.
- Zurcher, Christopher (2009). The Post-Soviet Wars: Rebellion, Ethnic Conflict, and Nationhood in the Caucasus. NYU Press. ISBN 978-0-81479-724-2.